# Araguapaz
Araguapaz est une municipalité brésilienne de l'État de Goiás et la microrégion du Rio Vermelho.

## Personnalités liées à la commune
- Adson (2000-), footballeur brésilien né à Araguapaz.